# Saint-Bon-Tarentaise
Saint-Bon-Tarentaise là một xã thuộc tỉnh Savoie trong vùng Auvergne-Rhône-Alpes ở đông nam nước Pháp.